# Exorista tenuicerca
Exorista tenuicerca är en tvåvingeart som beskrevs av Liang och Chao 1992. Exorista tenuicerca ingår i släktet Exorista och familjen parasitflugor.
Artens utbredningsområde är Hainan (Kina). Inga underarter finns listade i Catalogue of Life.